# 博索拉斯科
博索拉斯科（義大利語：Bossolasco），是意大利库内奥省的一个市镇。总面积14平方公里，人口704人，人口密度50.3人/平方公里（2009年）。ISTAT代码为004027。